# Veo
Veo는 구글 딥마인드에서 개발한 텍스트-비디오 모델이다. 모든 텍스트-비디오 모델과 마찬가지로, 생성형 인공지능을 사용하여 사용자 프롬프트 엔지니어링에 기반한 비디오를 생성한다.

## 개발
2024년 5월, Google I/O 2024에서 Veo라는 멀티모달 비디오 생성 모델이 발표되었다. 구글은 1분이 넘는 1080p 비디오를 생성할 수 있다고 주장했다. 2024년 12월, 구글은 VideoFX를 통해 Veo 2를 출시했다. 4K 해상도 비디오 생성을 지원하며 물리 법칙에 대한 이해가 향상되었다. 2025년 4월, 구글은 Veo 2가 제미나이 앱(Gemini App)의 고급 사용자에게 제공된다고 발표했다. 2025년 5월, 구글은 비디오를 생성할 뿐만 아니라 영상과 일치하는 대화, 음향 효과, 주변 소음 등 동기화된 오디오도 생성하는 Veo 3를 출시했다. 구글은 또한 Veo와 Imagen으로 구동되는 비디오 제작 도구인 Flow도 발표했다.
2025년 5월 출시된 Veo 3의 주요 혁신은 비디오와 잘 어울리는 음악과 음성을 생성했다는 것이다. 구글 딥마인드 CEO 데미스 허사비스는 이 출시를 AI 비디오 생성이 무성 영화 시대를 벗어난 순간이라고 설명했다.

## 반응
기즈모도 기자는 Veo 3 출시에 대해 사용자들이 길거리 인터뷰나 제품을 언박싱하는 사람들의 하울 비디오와 같은 저품질 콘텐츠를 생성하도록 모델을 지시한다고 관찰하며 반응했다. 다른 미디어 논평가는 이 도구가 다른 프롬프트에 대해 동일한 농담을 반복하는 경향이 있다고 보도했다.
논평가들은 구글이 유튜브 비디오 또는 레딧 게시물을 기반으로 서비스를 학습시켰을 것이라고 추측했다. 구글 자체는 학습 콘텐츠의 출처를 밝히지 않았다.